# Lyab-i Hauz

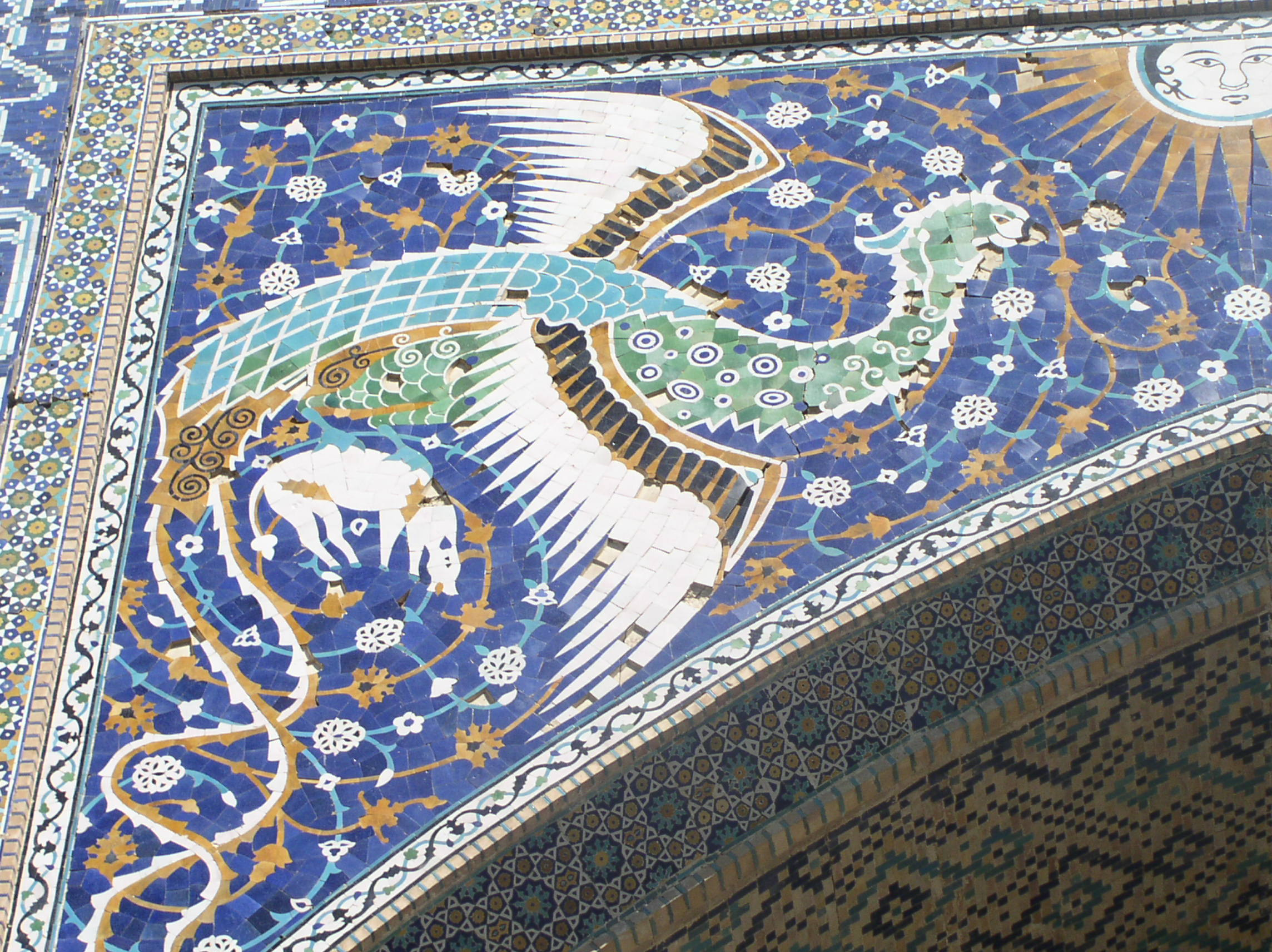
Um simurgue no tímpano do ivã (portal) da Madraça de Nadir Divambegui

O Lyab-i Hauz (em usbeque: Labihovuz), também chamado ou grafado Lyabi-Khauz ou Lab-e hauz (do persa لب حوض,, que significa "junto ao lago"), é um conjunto monumental histórico islâmico em Bucara, no Usbequistão, que faz parte do sítio do Património Mundial da UNESCO "Centro histórico de Bucara".
É uma área que rodeia um dos últimos hauz (tanques ou lagos artificias) em Bucara. Antes do período soviético existiam vários desses lagos, que funcionavam como as principais fontes de abastecimento água da cidade, mas também contribuíam para a propagação de doenças, o que levou a que fossem drenados durante as décadas de 1920 e 1930. O Labi Hovuz foi mantido devido a ser o centro dum conjunto arquitetónico datado dos séculos XVI e XVII. Dele fazem parte a madraça Kukeldash, do século XVI, a maior da cidade, situada na margem norte do lago. Nas margens oriental e ocidental do lago encontram-se o khanqah (albergue para sufis itinerantes) de Nadir Divambegui e a Madraça de Nadir Divambegui, ambos do início do século XVII.

## História e descrição
O conjunto deve-se em grande medida a Nadir Divambegui (Nadir Divan-Beghi), o grão-vizir do Canato de Bucara que mandou construir o hauz c. 1620, que era alimentado pelo Shah Rud ("Canal Real"), o qual ainda divide a cidade antiga em duas. As bordas do tanque têm degraus para permitir aos aguadeiros encherem facilmente os seus baldes qualquer que fosse o nível da água. As amoreiras existentes na área foram plantadas em 1477. O conjunto organiza-se em torno dum hauz, o qual é rodeado por monumentos em três dos seus quatro lados. A Madraça Kukeldash já existia quando o hauz foi construído a sul dela. Ao seu lado existiu erguia-se a Madraça Qazi-e Kalyan Nasreddin, mais pequena, que já não existe.
Os outros monumentos do conjunto foram mandados construir por Nadir Divambegui e têm o seu nome: um khanqah e uma madraça. Esta última foi construída para ser um caravançarai, mas segundo a tradição, durante a sua inauguração, o cã Imã Culi Cã (Imomquli ou Imomqulixon Ibn Dinmuhammadxon) referiu-se insistentemente a ela como uma madraça, pelo que teve que ser refeita, embora lhe faltem algumas caraterísticas, pois não tem salas de aula nem mesquita.
A Madraça de Nadir Divambegui é um melhores exemplos de arte figurativa em azulejo do Usbequistão, a par da Madraça Cher-Dor em Samarcanda, algo bastante raro na arte islâmica. O facto da função inicialmente planeada para o edifício não ser religiosa pode ter contribuído para que fosse usada essa decoração pouco ortodoxa, mas também há que ter em conta de que praticamente tudo o que se pode ver atualmente resulta dos restauros realizados na década de 1970, quando o edifício praticamente já não tinha azulejos.
Atualmente o aspeto do hauz é edílico, mas no passado a água estagnada era uma fonte de várias doenças que constantemente assolavam a cidade. Essa situação só terminou quando o regime soviético recontruíram o lago após terem-no drenado, na década de 1960. Uma das doenças mais temíveis em Bucara, como na generalidade da Ásia Central, foi a dracunculíase, conhecida localmente como reshta, provocada pelo verme-da-guiné que proliferava no hauzes de Bucara. Nos meses secos de verão, o abastecimento de tanques e canais da cidade era irregular, chegando a estar interrompido durante meses a fio. Os habitantes usavam a água dos hauzes para bebere e para lavagens, o que provocava muitas doenças de pele e dracunculíase. Os visitantes familiarizavam-se rapidamente com os horrores da reshta, um parasita que entrava na corrente sanguínea e emergia na forma dum verme branco com cerca de 60cm de comprimento, que tinha que ser retirado lentamente ao longo de dias enrolando-o num pau. Se o verme se partisse, dividia-se numa dúzia de pedaços, que ressurgiam dias depois, provocando gemidos agonizantes ao hospedeiro. O O sistema de saneamento de como que flutuava sobre um mar da porcaria produzida pela cidade e, numa tentativa de controlar as frequentes epidemias, os enfermos de doenças de pele graves eram colocados em quarentena numa secção fechada da parte norte da cidade e qualquer cidadão local tinha ordem para matar doentes que andassem fora do seu bairro.